# Grantessa nitida
Grantessa nitida är en svampdjursart som först beskrevs av Arnesen 1900.  Grantessa nitida ingår i släktet Grantessa och familjen Heteropiidae. Inga underarter finns listade i Catalogue of Life.